# Daisenryō-Kofun

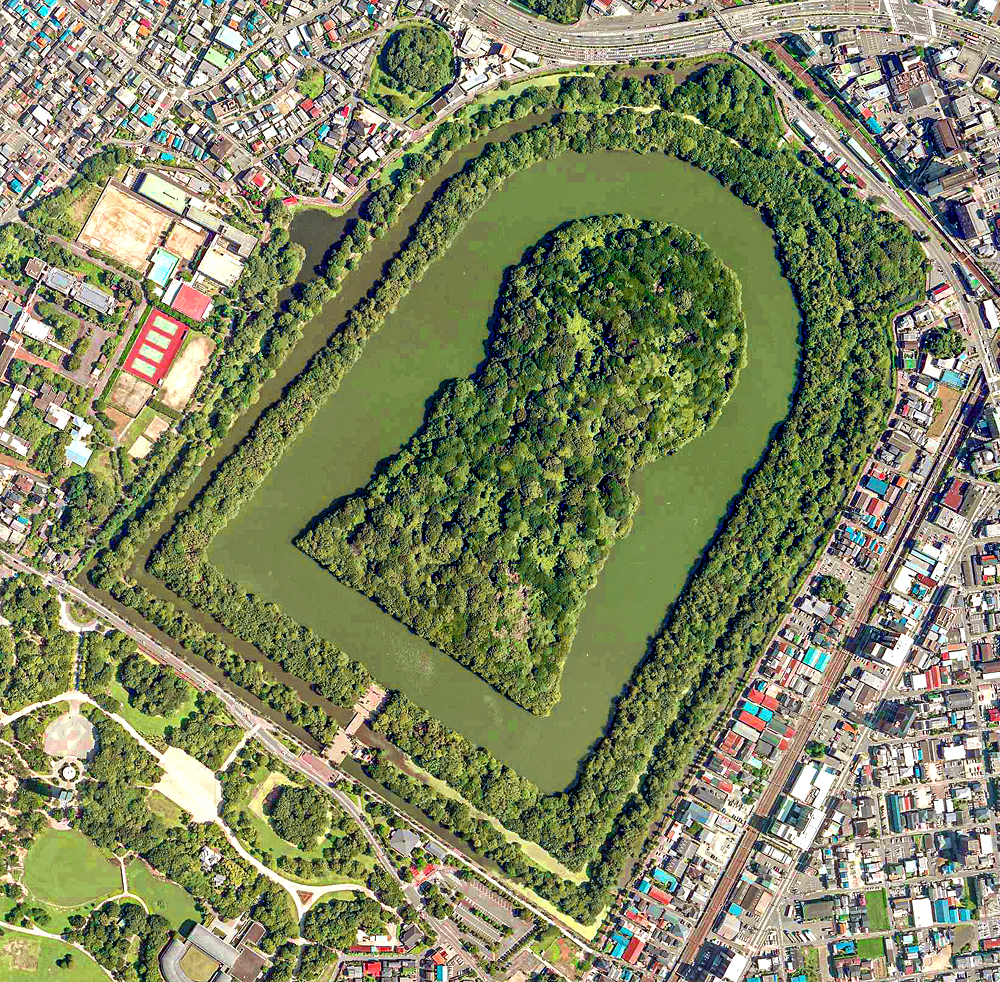
Daisenryō-Kofun

O Daisenryō-Kofun (大仙陵古墳, 大仙古墳, 大山古墳) é uma tumba imperial japonesa localizada na área de Daisen, distrito de Sakai-ku, na cidade de Sakai, Osaka. É considerada a maior sepultura conhecida do Japão.
Esta tumba é um túmulo Kofun do tipo Zenpō-kōenfun (em forma de fechadura) e de acordo com a Agência da Casa Imperial, esta tumba pertenceu ao imperador Nintoku, 16º imperador do Japão, que governou durante o século V. É também conhecido como Mozu-no-mimihara-no-naka-no-misasagi (百舌鳥耳原中陵).
As suas dimensões abrangem os 486 metros de comprimento, 305 metros de largura e 33 de altura. Possui 2 718 metros de comprimento e uma área de 46,41 hectares.
Este consiste em três zonas, juntamente com um tsukuridashi, um estreito espaço localizado na entrada que serve para cerimónias religiosas. O fosso que separa a ilha do resto do túmulo foi dragado e restaurado na era Meiji. Em 1872 foram realizadas revisões nas câmaras funerárias, no sul da ilha tendo sido encontrados vários objectos como espadas e finas armaduras.